# Lùnapop
I Lùnapop sono stati un gruppo musicale italiano di genere pop rock, formatosi a Bologna nel 1999 e scioltosi nel gennaio 2002.
Nel corso della sua breve storia, il gruppo ha pubblicato un solo album in studio, ...Squérez?, da cui sono stati estratti sei singoli (50 Special, Un giorno migliore, Qualcosa di grande, Resta con me, Vorrei e Se ci sarai).

## Storia

### Gli esordi
I Lùnapop nascono dalle ceneri dei Senza filtro, band formata negli anni novanta da Cesare Cremonini, Gabriele Galassi, Alessandro De Simone, Lorenzo Benedetti e Andrea Furlanetto. Nel 1997 avviene l'incontro con il produttore Walter Mameli e col promoter manager Marco Stanzani. Nel marzo del 1999, il chitarrista Lorenzo Benedetti viene sostituito da Michele Giuliani, mentre al basso arriva Nicola "Ballo" Balestri, al posto di Andrea Furlanetto. Il gruppo cambia quindi nome in Lùnapop, scelta suggerita dal loro produttore Walter Mameli.

### I primi grandi successi e il primo album:...squérez?
In quell'anno il gruppo vince il premio della categoria Nuovi Talenti della decima edizione del Festival di San Marino con il provino di Qualcosa di grande, e viene notato da una piccola casa discografica indipendente di Roma, la neonata Universo. Questo permette loro di pubblicare il primo singolo, 50 Special, che approda al primo posto della classifica dei singoli più venduti in Italia, restandoci per 5 settimane. Inoltre arriva anche il primo disco di platino, grazie alle oltre 100 000 copie vendute.
Sulla scia di tale successo, il gruppo inizia a lavorare al suo album di debutto, che viene registrato nel Tam Tam Studio di Cesena, tra l'agosto e il settembre del 1999. Anticipato dal singolo Un giorno migliore, divenuto poi disco d'oro per le oltre 50 000 copie vendute, ...Squérez? viene pubblicato il 30 novembre. Il titolo del disco, nel gergo privato del gruppo, significa semplicemente "merda", espressione beneagurante usata nel mondo dello spettacolo. Nel gennaio del 2000 l'album entra nella top 10 della classifica degli album più venduti in Italia. Vi rimarrà per mesi, fino a giugno, quando salirà al numero uno in classifica e vi rimarrà per 13 settimane consecutive, dominando l'estate e confermandosi poi l'album italiano più venduto dell'anno. Seguono altri riconoscimenti ufficiali per il gruppo: rivelazione dell'anno al Premio Italiano della Musica, il Telegatto (sempre come Rivelazione dell'anno), e il Premio Lunezia per Un giorno migliore. Il 4 aprile 2000 le radio iniziano a programmare il terzo singolo estratto dall'album, Qualcosa di grande (la canzone che aveva dato ai Lùnapop la vittoria del Festival di San Marino), che trascinerà il gruppo alla vittoria del Festivalbar 2000.
Il 2 settembre dello stesso anno il gruppo parte per un tour di una decina di date negli stadi, che tocca tra gli altri il San Vito di Cosenza, lo Stadio della Vittoria di Bari, il Friuli di Udine, il Palasport di Genova e il Dall'Ara di Bologna, che segna il ritorno a casa della band. Seguirà un'altra tournée nei palazzetti, partita il 10 novembre dal PalaStampa di Torino, tutto esaurito. L'ultima data del tour al Palaghiaccio di Marino verrà trasmessa in diretta in prima serata su Rai Due. La band si esibisce nuovamente nella notte di Capodanno, a Cagliari, di fronte a una folla di circa 80.000 spettatori.

### ...Squérez? Special 2000e il grande successo
A dicembre del 2000, per festeggiare il primo compleanno di ...Squérez?, viene pubblicato il doppio CD intitolato ...Squérez? Special 2000, che contiene i due inediti la "Fiera dei Sogni" e "Walter ogni sabato è in trip",  oltre ad alcune versioni live dei brani. Dal gennaio 2001, i Lùnapop sbarcano in Spagna, dove "50 special" diventa "Vespa Especial", ottenendo anche qui buon successo e anticipando una nuova uscita di …Squèrez? pubblicato in parte in italiano e in parte in spagnolo.
Il 5 febbraio 2001, alla prima edizione degli Italian Music Awards, i Lùnapop con 7 nomination, cioè in tutte le categorie, vincono 4 premi assegnati dalla FIMI: Miglior band, Miglior rivelazione, Miglior album e Miglior singolo con Qualcosa di grande. In breve, i Lùnapop sono quindi passati da perfetti esordienti a fenomeno ormai consolidato e riconosciuto. Il tutto seguendo un percorso non classico, quasi spontaneo, ma evidentemente vincente e di facile comprensione. Il successo è confermato anche dal traguardo di un milione e mezzo di copie vendute in Italia da ...Squérez?, che continua a vendere molto anche a più di un anno dalla sua pubblicazione, grazie soprattutto al successo di Cesare come testimonial degli spot televisivi della TIM, accompagnati dalle note di Vorrei, da subito entrata spontaneamente nelle programmazioni radiofoniche e tra i brani più richiesti. Il gruppo compone inoltre la sigla di apertura della sitcom Via Zanardi, 33, "Donne in perizoma", in cui Cesare e gli altri componenti si rendono protagonisti di qualche apparizione speciale.

### L'ultima apparizione e la rottura
L'estate di quell'anno vede la band tornare al Festivalbar dove propone uno degli ultimi singoli, Resta con me, completamente riscritto e re-interpretato rispetto alla versione dell'album appositamente per la manifestazione estiva. La finale del programma all'Arena di Verona, il 18 settembre, sarà l'ultima apparizione pubblica dei Lùnapop.
Nel frattempo Cesare si cimenta nel ruolo di attore (già sperimentato in due episodi della sitcom Via Zanardi, 33), recitando da protagonista nel film Un amore perfetto, al fianco di Martina Stella.
Nei mesi successivi, all'interno del gruppo si crea una spaccatura, che vede da una parte Cremonini e Ballo, contrapposti agli altri membri del gruppo. La band si divide e i vari membri prendono strade diverse. Cremonini, seguito dal bassista Ballo, intraprende quasi immediatamente una carriera solista, che otterrà un grande successo di pubblico.
Degli altri componenti non si sa più nulla fino al 2008, quando Alessandro De Simone e Gabriele Gallassi (insieme ad Andrea Capoti, che era stato il percussionista dei Lùnapop dal vivo) formano il gruppo Liberpool ed escono con il loro primo album intitolato LP,  sotto l'etichetta Superpartes.

## Formazione
- Cesare Cremonini – voce, pianoforte
- Michele "Mike" Giuliani – chitarra elettrica
- Gabriele Gallassi – chitarra acustica
- Nicola "Ballo" Balestri – basso
- Alessandro "Lillo" De Simone – batteria

## Discografia

### Album in studio
- 1999 – ...Squérez?

### Singoli
- 1999 – 50 Special
- 1999 – Un giorno migliore
- 2000 – Qualcosa di grande
- 2000 – Se ci sarai
- 2001 – Resta con me
- 2001 – Vorrei

## Videografia

### Video musicali
- 1999 – 50 Special
- 1999 – Un giorno migliore
- 2000 – Qualcosa di grande
- 2000 – 50 Special (seconda versione)
- 2001 – Se ci sarai